# Alessandro Pierini
Pour les articles homonymes, voir Pierini (homonymie).
Alessandro Pierini, né le 22 mars 1973 à Viareggio dans la province de Lucques en Toscane, est un footballeur international italien actif de 1992 à 2009 au poste de défenseur. Il devient ensuite entraîneur.
Il compte une sélection en équipe nationale en 2001, et 207 matchs de Serie A pour 9 buts.

## Biographie

### Carrière internationale
Alessandro Pierini reçoit sa seule et unique sélection avec l'équipe d'Italie alors qu'il joue à la Fiorentina, le 28 février 2001, à l'occasion d'un match amical contre l'Argentine à Rome (défaite 2-1).
Il porte donc une seule fois le maillot de l'équipe nationale d'Italie en 2001.

## Palmarès
- Avec la Fiorentina :
  - Vainqueur de la Coupe d'Italie en 2001